# Emphysomera spinalis
Emphysomera spinalis là một loài ruồi trong họ Asilidae. Emphysomera spinalis được Scarbrough & Marascia miêu tả năm 1996. Loài này phân bố ở vùng nhiệt đới châu Phi.